# 天野ユウ
天野 ユウ（あまの ゆう、1979年8月20日 - ）は、日本の声優、舞台俳優。東京都出身。悟空所属。
以前はアトミックモンキーに所属していた。

## 経歴
- 1998年 - 日本工学院八王子専門学校演劇科
- 2000年 - 劇団21世紀FOX研修所
- 2001年 - 演劇制作体V-NET
- 2002年 - アトミックモンキー

## 人物
特技は水泳、サッカー。野菜が苦手。

## 出演
太字はメインキャラクター。

### テレビアニメ
2003年
- なるたる（男子生徒1）
- D.C. 〜ダ・カーポ〜
- 君が望む永遠（男B、社員、男、男子生徒）

2004年
- Legend of DUO（ステファン）

2008年
- ワールド・デストラクション 世界撲滅の六人（兵士）
- カオス;ヘッド -CHAOS;HEAD-（生徒、男子B、ポーターA）

2009年
- はじめの一歩 New Challenger（観客）
- RIDEBACK -ライドバック-（級友）

2014年
- まじっく快斗1412

2019年
- ゲゲゲの鬼太郎（第6作）（雅父）

2024年
- らんま1/2 (2024)（生徒）

### OVA
- アカネマニアックス〜流れ星伝説剛田〜（2004年）

### ゲーム
- 双恋 -フタコイ-（2004年）
- 名探偵コナン マリオネット交響曲（2013年、フェルナンド[5]）
- 東京放課後サモナーズ（2016年、主人公4[6] 、イクトシ（青年）[7]、断原キリト[8]）
- ライブ・ア・ヒーロー!（2020年、主人公〈ボイス3〉[9]、スバル[10]、エスペディカ[11]）

### ラジオ
- 山口勝平・天野ユウのチョットええ噺（2018年 - 2020年、&CAST!!!・超!A&G+※[注 1]）[12][13]
- 山口勝平のモンキーラジオ（2021年10月 - 栃木放送）[14]

### 舞台
- 2002年 - さんにんのかい「新撰組」後見人　梅若能楽堂
- 2003年 - 劇団ヘロヘロQカムパニー「SYU-RA」前進座
- 2008年 - 演劇制作体V-NET「回天」せんがわ劇場
- 2023年 - グワィニャオン 2023本公演「生きてるうちが華なのよ TAIAI」シアターグリーン BIG TREE THEATER[15]
- 2025年 - グワィニャオン朗読的公演「奇譚 地獄たられば」萬劇場[16]

### オーディオブック
- オーディオブック 真田十勇士（小前亮著）（2016年、豊臣秀頼[17]）